# Humedal de Santa Julia
El humedal de Santa Julia es un humedal del distrito de Veintiséis de Octubre, ubicado en la parte oeste de la ciudad de Piura, Perú. Está rodeado por los asentamientos humanos Santa Julia, Jesús de Nazareth, Nuevo Horizonte y parque ecológico Kurt Beer.
El humedal se encuentra dentro de una extensión de 12 hectáreas, ubicado en una pequeña depresión geográfica donde regularmente se acumula el agua, y actúa como drenaje pluvial de la zona colindante de esa parte de la ciudad.
Asimismo, alberga una variedad de fauna y flora, entre ellas aves silvestres (migratorias y endémicas) como ibis de la puna, flamencos andinos, cigüeña de cuello negro, chotacabras menor y polla de agua común. En el lugar se han registrado 90 especies de aves distribuidas en 35 familias, de las que siete son endémicas, tres están en peligro de extinción y dos amenazadas.
En el año 2019 el Servicio Nacional Forestal y de Fauna Silvestre aprobó la incorporación del humedal Santa Julia a la “Lista Sectorial de Ecosistemas Frágiles” mediante una resolución ejecutiva.
El lugar presenta contaminación de desechos solidos como basura y desmonte asimismo es invadido por nuevos asentamientos humanos.